# Carl Christian Mez
Carl Christian Mez (Friburgo in Brisgovia, 26 marzo 1866 – Friburgo in Brisgovia, 8 gennaio 1944) è stato un botanico tedesco.
Carl Christian Mez proveniva da una famiglia d'industriali di Friburgo in Brisgovia. Era nipote dell'imprenditore e uomo politico Karl Christian Mez (1808–1877).

## Biografia

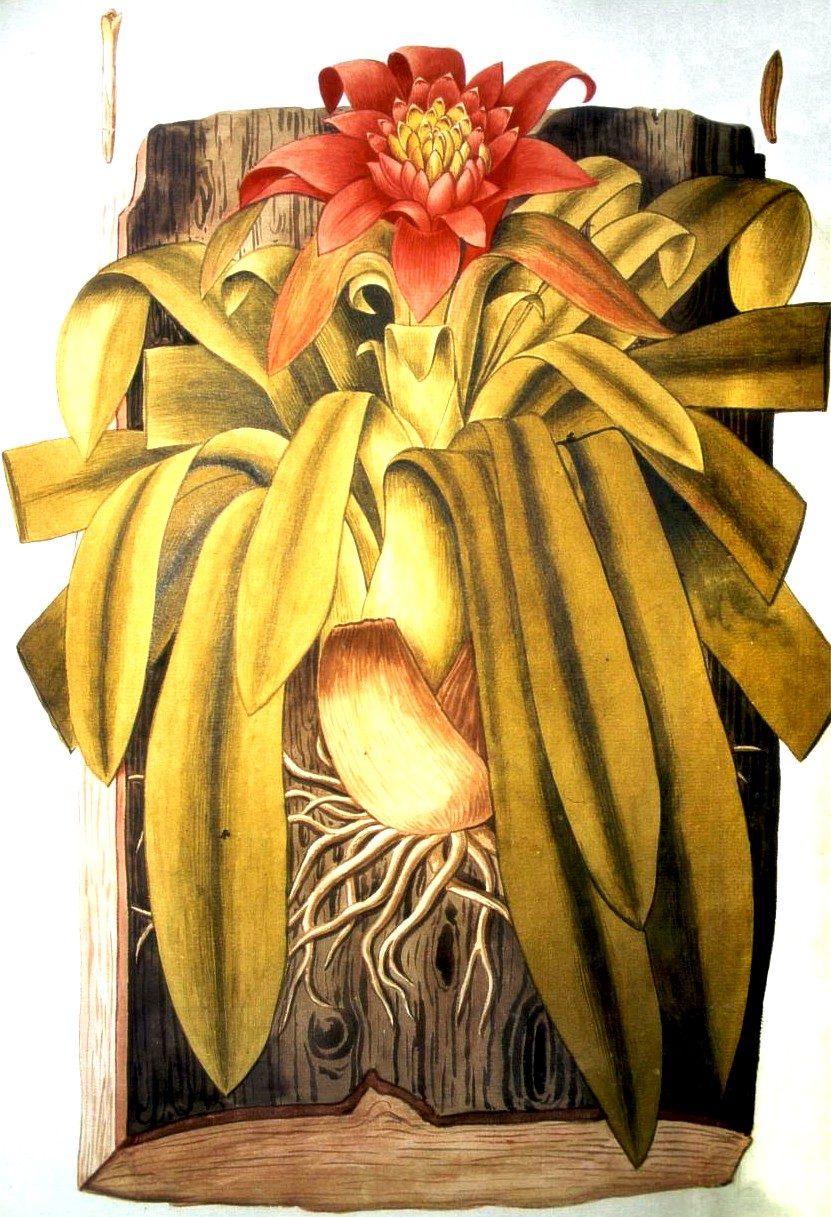
Guzmania lingulata (L.) Mez

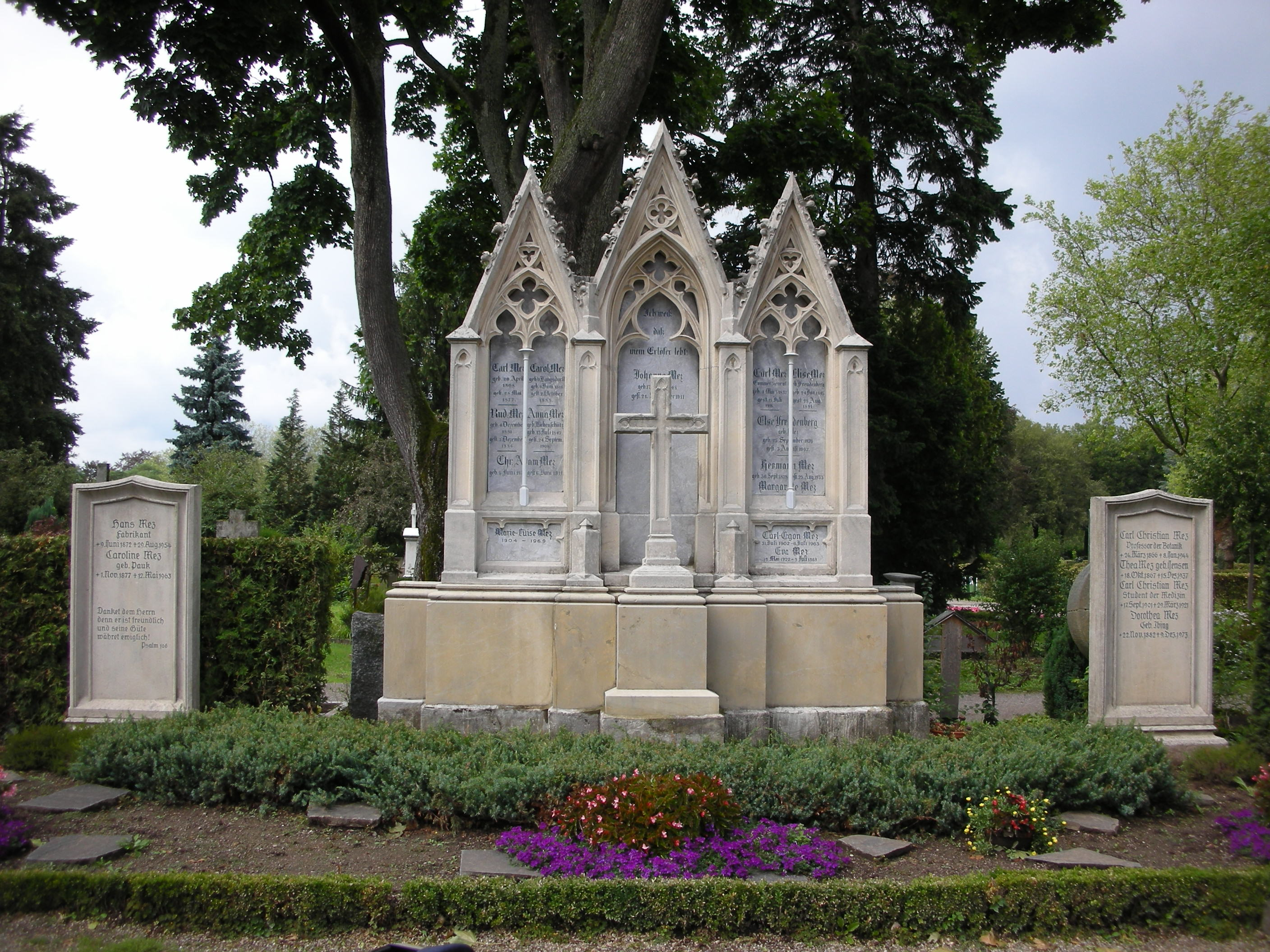
Tomba di Mez dal cimitero principale di Friburgo, iscrizione sulla lapide destra

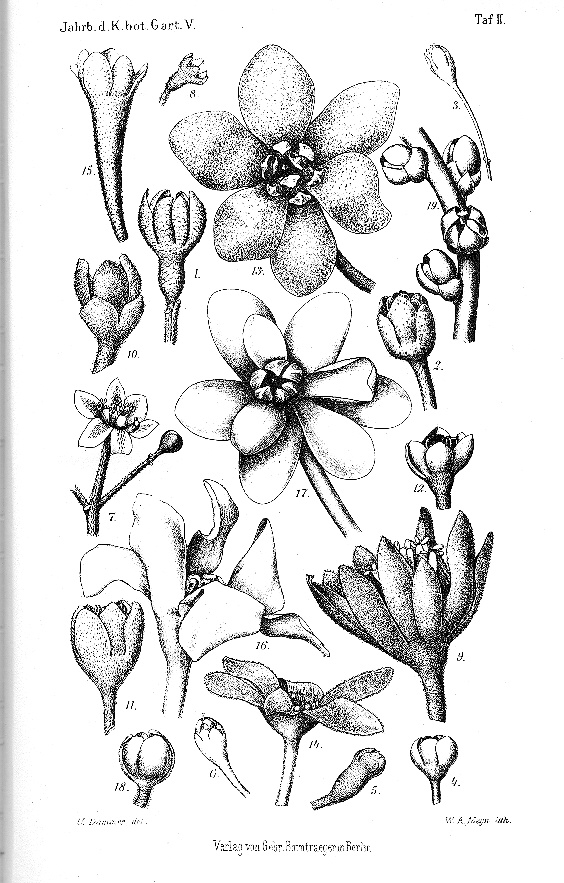
Illustrazione da Lauraceae Americanae

Già dal ginnasio Carl Mez s'interessava di botanica e scrisse una relazione su un ibrido di Inula.
Studiò poi dal 1883 al 1884 presso l'Università Albert-Ludwig di Friburgo in Brisgovia, frequentò quindi per un semestre l'Università Humbold di Berlino, rientrando poi a Friburgo nel 1886. Presentò la sua tesi sulle Lauraceae a Berlino e ricevette qui il suo diploma di dottorato.
Dopo un breve periodo all'Orto botanico di Berlino Mez frequentò l'Università di Breslavia ove ottenne l'abilitazione ed ove insegnò come libero docente dal 1890. Nel 1900 Mez divenne professore ordinario di Sistematica e Farmacognosia presso l'Università di Halle e nel 1910 professore ordinario di Fisiologia vegetale presso l'Università Albertina a Königsberg, ove gli affidarono anche la direzione dell'Orto Botanico cittadino.
Nel 1922 fondò la rivista Das Botanische Archiv, della quale fu editore fino al 1938.
I campi principali delle sue ricerche furono la Sistematica biologica e la Fisiologia vegetale.
Si dedicò inoltre alla Tassonomia ed alla Morfologia delle piante, in particolare delle Lauraceae e seguì la sierologia come mezzo d'individuazione della parentela. Inoltre si occupò anche di micologia e scrisse fra l'altro anche su un parassita del legno, la Serpula lacrymans.
Il genere Mezia Schwacke ex Niedenzu e Meziella Schindler sono state denominate così in suo onore. Nel 1907 Mez divenne membro dell'Accademia Cesarea Leopoldina.

## Opere
(selezione; in lingua tedesca salvo diverso avviso)
- Lauraceae Americanae, monographice descripsit / - Berlin, 1889. Jahrbuch des königlichen botanischen Gartens und des botanischen Museums; Bd. 5
- Das Mikroskop und seine Anwendung : ein Leitfaden bei mikroskopischen Untersuchungen für Apotheker, Aerzte, Medicinalbeamte, Techniker, Gewerbtreibende etc.- 8., stark verm. Aufl. - Berlin : 1899
- Myrsinaceae. Leipzig [u.a.] 1902.
- Mikroskopische Untersuchungen, vorgeschrieben vom Deutschen Arzneibuch : Leitfaden für das mikroskopisch-pharmakognostische Praktikum an Hochschulen und für den Selbstunterricht - Berlin : 1902
- Theophrastaceae - Leipzig [u.a.] : 1903
- Der Hausschwamm und die übrigen holzzerstörenden Pilze der menschlichen Wohnungen : ihre Erkennung, Bedeutung und Bekämpfung. Dresden 1908.
- Die Haftung für Hausschwamm und Trockenfäule: eine Denkschrift für Baumeister, Hausbesitzer und Juristen .... Berlin 1910.
- Zur Theorie der Sero-Diagnostik - Berlin: Dt. Verl.-Ges. für Politik und Geschichte, 1925
- Drei Vorträge über die Stammesgeschichte der Pflanzenwelt mit 1 Stammbaum des Pflanzenreichs / 1925
- Theorien der Stammesgeschichte - Berlin : Deutsche Verl.-Ges für Politik und Geschichte, 1926
- Versuch einer Stammesgeschichte des Pilzreiches. Halle (Saale) 1928.
- Bromeliaceae. Leipzig 1935.